# ウィリアム・コートネイ (第2代準男爵)
第2代準男爵サー・ウィリアム・コートネイ（英語: Sir William Courtenay, 2nd Baronet、1676年3月11日 – 1735年10月6日）は、イギリスのジェントリ、トーリー党の政治家で、1701年から1710年までと1712年から1735年まで庶民院議員を務めた。死去から1世紀ほど経過した1831年、貴族院の裁定により法律上の第6代デヴォン伯爵として承認された。

## 生涯
フランシス・コートネイ（1652年2月27日洗礼 – 1699年4月1日、初代準男爵サー・ウィリアム・コートネイの息子）とメアリー・ベーヴィー（Mary Boevey、ウィリアム・ベーヴィーの娘）の息子として、1676年3月11日に生まれた。1695年5月27日、オックスフォード大学エクセター・カレッジに入学した。
祖父にあたる初代準男爵は1684年にハニトンの領地を失い、1697年に取り戻していたが、ウィリアム・コートネイがハニトン選挙区での影響力を回復するために1701年1月イングランド総選挙で立候補した結果は敗北だった。その直後、カウンティ選挙区であるデヴォン選挙区で当選を果たした。議会ではウィリアム3世の「大借款」（Great Mortgage）を支持すると予想されたが、コートネイは後に戦争準備に反対した。同年12月にロバート・ハーレーが作成した議員リストではトーリー党所属とされた。翌年8月4日に祖父が死去すると、準男爵の爵位を継承した。
1710年イギリス総選挙で議席を第4代準男爵サー・ウィリアム・ポールに譲ったが、1712年7月にポールの官職就任により補選が行われると、コートネイは立候補して当選、議員に復帰した。この頃より「ハノーヴァー派トーリー党」（ハノーヴァー朝のグレートブリテン国王即位を支持するトーリー党員）の一員になったが、1715年以降の投票では常に政府に反対した。また、デヴォン選挙区のほかにハニトン選挙区での同時立候補も続き、1713年イギリス総選挙では落選したが1715年イギリス総選挙では当選した（コートネイはデヴォン選挙区の代表として議員を務めることを選択した）。1722年のアタベリー陰謀事件ではアタベリーの代理人と接触していたという。
1714年から1716年までデヴォン統監を務めた。
1735年10月6日に死去、息子ウィリアムが爵位を継承した。

## 家族
1704年7月20日、アン・バーティー（Anne Bertie、1718年10月31日没?、初代アビンドン伯爵ジェームズ・バーティーの娘）と結婚、下記の子女をもうけた。
- メアリー（1705年8月19日 – 1705年8月24日）
- ウィリアム（1705年9月3日 – ?） - 子供なし
- ジェームズ（1707年 – 1726年1月7日）
- アンナ・ソフィア（1708年1月9日 – 1745年10月8日）
- ウィリアム（1709年 – 1762年） - 第3代準男爵、後に初代コートネイ子爵に叙爵。法律上の第7代デヴォン伯爵
- エレノラ（Eleanora、1710年2月4日 – 1764年） - 1734年6月10日、ジョン・バセット（John Basset）と結婚
- ブリジット（1712年5月1日 – 1790年3月7日） - 1734年、ウィリアム・イルバート（William Ilbert）と結婚
- ヘンリー・レジナルド（英語版）（1714年 – 1763年） - 庶民院議員。第10代デヴォン伯爵ウィリアム・コートネイの祖父
- イザベラ（1716年7月16日 – ?） - 1744年5月14日、ジョン・アンドリュー（John Andrew、1772年没）と結婚
- メアリー（1717年11月19日 – 1754年） - 1735年10月1日、ジョン・ラングドン（John Langdon）と結婚。その後、ジョン・デイヴィー（John Davie）と再婚
- エリザベス（1718年 – ?） - 早世
- ペレグリン（Peregrine、1720年5月11日 – 1786年12月2日） - 1751年、ルーシー・インクルドン（Lucy Incledon、1778年12月2日没）と結婚。1780年2月18日、オーガスタ・ボーモント（Augusta Beaumont、1785年没）と再婚